# Batterie Ahne
Die Batterie Ahne war ein Festungsbauwerk zum Schutz der Jademündung auf den Oberahnschen Feldern vor Eckwarden. Sie gehört mit den Schanzen bei Blexen, Groß-Fedderwarder, bei der Waddenser Pumpe und der bei Großwürden zu den fünf „Franzosenschanzen“ Butjadingens.

## Aufbau
Die Batterie Ahne hatte einen rechteckigen Aufbau und war an allen Seiten von Festungswällen umgeben. Zwischen 1812 und 1813 wurde die Batterie auf der Südostseite mit einem keilförmigen Wall erweitert. Es gab hier vier Gebäude. Drei kleinere Gebäude, vermutlich Proviant- und Pulvermagazine, waren innerhalb des nördlichen Walls angelegt, zentral befand sich ein Blockhaus. Ähnlich wie bei der Blexer Batterie wurde auch das Blockhaus der Batterie Ahne in einer zweiten Ausbauphase mit Anbauten erweitert.

### Bewaffnung
Im Jahr 1812 verfügte die Batterie über 12 Kanonen. Die Kanonen der Batterie waren nach Norden, Westen und Süden ausgerichtet. Nach Osten gab es keine Kanonen.

## Geschichte
Napoleon erwog den Bau eines Kriegshafens bei Eckwarden, um die günstige Lage des Jadebusens auszunutzen. Die Großwürder Batterie hatte ebenso wie die auf den Oberahnschen Feldern den Zweck, diesen zukünftigen Hafen zu schützen. Die Bauarbeiten für die Batterie Ahne begannen zeitgleich mit denen der Batterie Großwürden im Herbst 1810. Die Arbeiten wurden von der örtlichen Bevölkerung ohne Bezahlung verrichtet. Der Brigadegeneral de Sailly verlangte am 17. November 1810 Materialien und Arbeiter in Oldenburg. Baumaßnahmen gingen erheblich auf Kosten der anliegenden Bevölkerung. Diese wurde nicht nur zum Arbeitsdienst verpflichtet, sondern litt auch unter Einquartierungen.